# Championnat de France de football 2025-2026
Navigation
Ligue 1 2024-2025 Ligue 1 2026-2027
La saison 2025-2026 de Ligue 1 est la 88e édition du championnat de France de football, la 24e sous l'appellation « Ligue 1 » et la 2e sous l'appellation Ligue 1 McDonald's. La saison débute le  15 août 2025 et s’achève le   16 mai 2026.

## Participants
L'édition 2025-2026 est la 3e édition à dix-huit équipes, les trois promus de Ligue 2 sont le FC Lorient, le Paris FC et le FC Metz. Ces trois clubs remplacent les trois clubs relégués, le Stade de Reims, l'AS Saint-Étienne et le Montpellier HSC.
Parmi les 18 clubs participants, six ont participé à toutes les éditions de la Ligue 1 depuis sa fondation en 2002 : l'Olympique de Marseille, le Stade rennais, l'Olympique lyonnais, le LOSC Lille, l'OGC Nice et le Paris Saint-Germain.
Dans un premier temps, l'Olympique lyonnais est rétrogradé par la DNCG le 24 juin avant d'être maintenu en appel le 9 juillet.
| \| AJ Auxerre Stade brestois 29 Le Havre AC Angers SCO RC Lens LOSC Lille FC Lorient Olympique lyonnais Olympique de · Marseille FC Metz AS Monaco FC Nantes · OGC Nice Paris FC Paris SG Stade rennais FC RC Strasbourg Toulouse FC \| Localisation des clubs engagés dans le championnat. |
| AJ Auxerre Stade brestois 29 Le Havre AC Angers SCO RC Lens LOSC Lille FC Lorient Olympique lyonnais Olympique de · Marseille FC Metz AS Monaco FC Nantes · OGC Nice Paris FC Paris SG Stade rennais FC RC Strasbourg Toulouse FC                                                           |

| Club                   | Dernière montée | Classement 2024-2025 | Entraîneur(s)          | Depuis | Stade                     | Capacité en L1 | Nombre de saison(s) en L1 |
| ---------------------- | --------------- | -------------------- | ---------------------- | ------ | ------------------------- | -------------- | ------------------------- |
| Paris Saint-Germain    | 1974            | 1er                  | Luis Enrique           | 2023   | Parc des Princes          | 47 929         | 53                        |
| Olympique de Marseille | 1996            | 2e                   | Roberto De Zerbi       | 2024   | Orange Vélodrome          | 66 312         | 76                        |
| AS Monaco              | 2013            | 3e                   | Adi Hütter             | 2023   | Stade Louis-II            | 16 500         | 67                        |
| OGC Nice               | 2002            | 4e                   | Franck Haise           | 2024   | Allianz Riviera           | 35 596         | 67                        |
| LOSC Lille             | 2000            | 5e                   | Bruno Genesio          | 2024   | Stade Pierre-Mauroy       | 50 186         | 66                        |
| Olympique lyonnais     | 1989            | 6e                   | Paulo Fonseca          | 2025   | Groupama Stadium          | 57 206         | 68                        |
| RC Strasbourg          | 2017            | 7e                   | Liam Rosenior          | 2024   | Stade de la Meinau        | 32 000         | 65                        |
| RC Lens                | 2020            | 8e                   | Pierre Sage            | 2025   | Stade Bollaert-Delelis    | 38 223         | 64                        |
| Stade brestois 29      | 2019            | 9e                   | Éric Roy               | 2023   | Stade Francis-Le Blé      | 15 220         | 20                        |
| Toulouse FC            | 2022            | 10e                  | Carles Martinez Novell | 2023   | Stadium de Toulouse       | 33 150         | 36                        |
| AJ Auxerre             | 2024            | 11e                  | Christophe Pélissier   | 2022   | Stade de l'Abbé-Deschamps | 18 541         | 35                        |
| Stade rennais FC       | 1994            | 12e                  | Habib Beye             | 2025   | Roazhon Park              | 29 778         | 69                        |
| FC Nantes              | 2013            | 13e                  | Luís Castro            | 2025   | Stade de la Beaujoire     | 35 322         | 58                        |
| Angers SCO             | 2024            | 14e                  | Alexandre Dujeux       | 2023   | Stade Raymond-Kopa        | 19 350         | 35                        |
| Le Havre AC            | 2023            | 15e                  | Didier Digard          | 2024   | Stade Océane              | 25 178         | 27                        |
| FC Lorient             | 2025            | 1er (Ligue 2)        | Olivier Pantaloni      | 2024   | Stade du Moustoir         | 16 787         | 17                        |
| Paris FC               | 2025            | 2e (Ligue 2)         | Stéphane Gilli         | 2023   | Stade Jean-Bouin          | 19 607         | 3                         |
| FC Metz                | 2025            | 3e (Ligue 2)         | Stéphane Le Mignan     | 2024   | Stade Saint-Symphorien    | 28 786         | 64                        |

Légende des couleurs
- Phase de ligue de la Ligue des champions 2025-2026
- 3e tour de qualification de la Ligue des champions 2025-2026
- Phase de ligue de la Ligue Europa 2025-2026
- Tour de barrages de la Ligue Conférence 2025-2026
- Promu de Ligue 2 2024-2025

### Changements d'entraîneur
| Club      | Entraîneur(s) partant(s) | Motif du départ | Date de départ | Position   | Entraîneur(s) arrivant(s) | Date d'arrivée |
| --------- | ------------------------ | --------------- | -------------- | ---------- | ------------------------- | -------------- |
| RC Lens   | Will Still               | Démission       | 18 mai 2025    | Pré-saison | Pierre Sage               | 2 juin 2025    |
| FC Nantes | Antoine Kombouaré        | Renvoi          | 20 mai 2025    | Pré-saison | Luís Castro               | 16 juin 2025   |

### Propriétaires et investisseurs majoritaires
| Club                   | Budget en M€ | Actionnaire majoritaire  | Depuis | Président            | Directeur sportif                        | Sources |
| ---------------------- | ------------ | ------------------------ | ------ | -------------------- | ---------------------------------------- | ------- |
| Angers SCO             | 25           | Saïd Chabane             | 2009   | Romain Chabane       | Laurent Boissier                         | ,       |
| AJ Auxerre             | 40           | James Zhou               | 2016   | Baptiste Malherbe    | vacant                                   | ,       |
| Stade brestois 29      | 35           | Denis Le Saint           | 2016   | Denis Le Saint       | Grégory Lorenzi                          | ,       |
| Le Havre AC            | 25           | Blue Crow Sports Group   | 2025   | Jean-Michel Roussier | Mathieu Bodmer                           | ,       |
| RC Lens                | 60           | Joseph Oughourlian       | 2016   | Joseph Oughourlian   | Jean-Louis Leca (coordinateur sportif)   | ,       |
| LOSC Lille             | 110          | Merlyn Partners SCSp     | 2020   | Olivier Létang       | Sylvain Armand (coordinateur sportif)    | ,       |
| FC Lorient             | 60           | Loïc Féry                | 2009   | Loïc Féry            | Laurent Koscielny (coordinateur sportif) | ,       |
| Olympique lyonnais     | 110          | Eagle Football Group     | 2022   | Michele Kang         | Daniel Congré (coordinateur sportif)     | ,       |
| Olympique de Marseille | 260          | Frank McCourt            | 2016   | Pablo Longoria       | Mehdi Benatia (directeur du football)    | ,       |
| FC Metz                | 40           | Bernard Serin            | 2009   | Bernard Serin        | Frédéric Arpinon                         | ,       |
| AS Monaco              | 140          | Dmitri Rybolovlev        | 2011   | Dmitri Rybolovlev    | Thiago Scuro                             | ,       |
| FC Nantes              | 50           | Waldemar Kita            | 2007   | Franck Kita          | Philippe Mao (coordinateur sportif)      | ,       |
| OGC Nice               | 120          | Ineos                    | 2019   | Jean-Pierre Rivère   | Florian Maurice                          | ,       |
| Paris FC               | 130          | Agache Sport             | 2024   | Pierre Ferracci      | François Ferracci                        | ,       |
| Paris Saint-Germain    | 850          | Qatar Sports Investments | 2011   | Nasser al-Khelaïfi   | Luís Campos                              | ,       |
| Stade rennais FC       | 110          | Artémis                  | 1998   | Arnaud Pouille       | Loïc Désiré                              | ,       |
| RC Strasbourg          | 100          | BlueCo                   | 2023   | Marc Keller          | Kader Mangane (coordinateur sportif)     | ,       |
| Toulouse FC            | 50           | RedBird Capital Partners | 2020   | Olivier Cloarec      | vacant                                   | [ 42 ]  |

### Équipementiers
Le tableau suivant présente les équipementiers de chaque club :
| Club                   | Équipementier |
| ---------------------- | ------------- |
| Angers SCO             | Nike          |
| AJ Auxerre             | Macron        |
| Stade brestois 29      | Adidas        |
| Le Havre AC            | Umbro         |
| RC Lens                | Puma          |
| LOSC Lille             | New Balance   |
| FC Lorient             | Umbro         |
| Olympique lyonnais     | Adidas        |
| Olympique de Marseille | Puma          |
| FC Metz                | Kappa         |
| AS Monaco              | Mizuno        |
| FC Nantes              | Macron        |
| OGC Nice               | Kappa         |
| Paris FC               | Adidas        |
| Paris Saint-Germain    | Nike          |
| Stade rennais FC       | Puma          |
| RC Strasbourg          | Adidas        |
| Toulouse FC            | Nike          |

### Arbitres
Le tableau suivant dresse la liste des arbitres centraux désignés pour la saison 2025-2026 du championnat de France de Ligue 1 : 
| Arbitre             | Ligue                   |
| ------------------- | ----------------------- |
| Gaël Angoula        | Occitanie               |
| Benoît Bastien      | Grand Est               |
| Ruddy Buquet        | Hauts de France         |
| Hakim Ben El Hadj   | Auvergne-Rhône-Alpes    |
| Marc Bollengier     | Hauts de France         |
| Jérôme Brisard      | Pays de la Loire        |
| Bastien Dechepy     | Grand Est               |
| Willy Delajod       | Auvergne-Rhône-Alpes    |
| Stéphanie Frappart  | Paris Ile-de-France     |
| Abdelatif Kherradji | Occitanie               |
| Thomas Léonard      | Grand Est               |
| François Letexier   | Bretagne                |
| Romain Lissorgue    | Paris Ile-de-France     |
| Benoît Millot       | Méditerranée            |
| Guillaume Paradis   | Pays de la Loire        |
| Jérémie Pignard     | Auvergne-Rhône-Alpes    |
| Jérémy Stinat       | Nouvelle Aquitaine      |
| Clément Turpin      | Bourgogne-Franche-Comté |
| Mathieu Vernice     | Méditerranée            |
| Eric Wattellier     | Occitanie               |

## Compétition

### Règlement
Le classement est calculé avec le barème de points suivant : une victoire vaut trois points, le match nul un. La défaite ne rapporte aucun point.
À égalité de points, les critères de départage sont les suivants :
1. Plus grande différence de buts générale ;
2. Plus grand nombre de points dans les confrontations directes ;
3. Plus grande différence de buts dans les confrontations directes ;
4. Plus grand nombre de buts marqués ;
5. Plus grand nombre de victoires ;
6. Plus grand nombre de victoires à l’extérieur ;
7. Meilleure place au Challenge du Fair-play (un point par joueur averti, trois points par joueur exclu).
8. Tirage au sort exécuté par la Ligue de Football Professionnel.

Les règles 2 et 3 de départage des clubs lors des rencontres disputées entre eux ne peuvent s’appliquer que si les deux matchs les ayant opposés ont été joués.
Tant que ces deux matchs ne se sont pas déroulés, les règles 4, 5, 6 et 7 s’appliquent en priorité dans l’ordre de leur énoncé.

### Classement
Source : Classement sur le site de la Ligue 1.
| Rang | Équipe                   | Pts | J | G | N | P | Bp | Bc | Diff |
| ---- | ------------------------ | --- | - | - | - | - | -- | -- | ---- |
| 1    | AS Monaco                | 3   | 1 | 1 | 0 | 0 | 3  | 1  | +2   |
| 2    | Paris Saint-Germain T SU | 3   | 1 | 1 | 0 | 0 | 1  | 0  | +1   |
| 3    | RC Strasbourg            | 3   | 1 | 1 | 0 | 0 | 1  | 0  | +1   |
| 4    | Olympique lyonnais       | 3   | 1 | 1 | 0 | 0 | 1  | 0  | +1   |
| -    | Toulouse FC              | 3   | 1 | 1 | 0 | 0 | 1  | 0  | +1   |
| 6    | AJ Auxerre               | 3   | 1 | 1 | 0 | 0 | 1  | 0  | +1   |
| 7    | Angers SCO               | 3   | 1 | 1 | 0 | 0 | 1  | 0  | +1   |
| -    | Stade rennais FC         | 3   | 1 | 1 | 0 | 0 | 1  | 0  | +1   |
| 9    | LOSC Lille               | 1   | 1 | 0 | 1 | 0 | 3  | 3  | 0    |
| 10   | Stade brestois 29        | 1   | 1 | 0 | 1 | 0 | 3  | 3  | 0    |
| 11   | FC Nantes                | 0   | 1 | 0 | 0 | 1 | 0  | 1  | -1   |
| -    | Paris FC P               | 0   | 1 | 0 | 0 | 1 | 0  | 1  | -1   |
| 13   | FC Lorient P             | 0   | 1 | 0 | 0 | 1 | 0  | 1  | -1   |
| -    | FC Metz P                | 0   | 1 | 0 | 0 | 1 | 0  | 1  | -1   |
| -    | OGC Nice                 | 0   | 1 | 0 | 0 | 1 | 0  | 1  | -1   |
| -    | RC Lens                  | 0   | 1 | 0 | 0 | 1 | 0  | 1  | -1   |
| 17   | Olympique de Marseille   | 0   | 1 | 0 | 0 | 1 | 0  | 1  | -1   |
| 18   | Le Havre AC              | 0   | 1 | 0 | 0 | 1 | 1  | 3  | -2   |

Qualifications européennes
Ligue des champions 2026-2027
- 1er, 2e et 3e : phase de ligue
- 4e : troisième tour de qualification

Ligue Europa 2026-2027
- C et 5e : phase de ligue

Ligue Conférence 2026-2027
- 6e : tour de barrages

Relégation en Ligue 2 2026-2027
- 16e : barrages de relégation
- 17e et 18e : relégation

Abréviations
- T : Tenant du titre
- C : Vainqueur de la Coupe de France 2025-2026
- S : Vainqueur du Trophée des champions 2025
- SU : Vainqueur de la Supercoupe de l'UEFA 2025
- P : Promus de Ligue 2 2024-2025
- -1 : Points de pénalité

### Matchs
| Résultats (▼dom., ►ext.)                                   | SCO | AJA | SB29 | HAC | RCL | LOSC | FCL | OL  | OM  | ASM | FCM | FCN | OGC | PFC | PSG | SR  | RCS | TFC |
| Angers SCO                                                 |     | J12 | J06  | J30 | J14 | J23  | J09 | J28 | J18 | J20 | J08 | J16 | J26 | 1-0 | J31 | J03 | J33 | J21 |
| AJ Auxerre                                                 | J32 |     | J27  | J09 | J07 | J16  | 1-0 | J13 | J11 | J15 | J04 | J29 | J33 | J21 | J19 | J23 | J25 | J05 |
| Stade brestois 29                                          | J34 | J17 |      | J25 | J31 | 3-3  | J21 | J11 | J23 | J13 | J15 | J07 | J05 | J04 | J09 | J28 | J29 | J19 |
| Le Havre AC                                                | J17 | J28 | J10  |     | J02 | J14  | J05 | J26 | J33 | J31 | J19 | J12 | J03 | J15 | J24 | J07 | J21 | J22 |
| RC Lens                                                    | J27 | J18 | J03  | J20 |     | J05  | J11 | 0-1 | J09 | J25 | J23 | J33 | J16 | J08 | J29 | J21 | J13 | J30 |
| LOSC Lille                                                 | J11 | J34 | J22  | J32 | J28 |      | J25 | J06 | J15 | J09 | J02 | J24 | J30 | J13 | J07 | J17 | J19 | J04 |
| FC Lorient                                                 | J22 | J24 | J08  | J34 | J26 | J03  |     | J15 | J30 | J17 | J06 | J20 | J14 | J28 | J10 | J02 | J31 | J12 |
| Olympique lyonnais                                         | J05 | J31 | J18  | J16 | J34 | J20  | J29 |     | J03 | J02 | J27 | J14 | J22 | J25 | J12 | J32 | J09 | J07 |
| Olympique de Marseille                                     | J10 | J26 | J12  | J08 | J19 | J27  | J04 | J24 |     | J29 | J16 | J17 | J31 | J02 | J05 | J34 | J22 | J14 |
| FC Metz                                                    | J04 | J22 | J24  | J06 | J10 | J21  | J33 | J19 | J07 |     | J32 | J28 | J12 | J30 | J16 | J14 | 0-1 | J26 |
| AS Monaco                                                  | J24 | J30 | J26  | 3-1 | J12 | J33  | J18 | J17 | J28 | J05 |     | J22 | J07 | J11 | J14 | J20 | J03 | J09 |
| FC Nantes                                                  | J25 | J03 | J30  | J23 | J15 | J08  | J13 | J21 | J32 | J11 | J10 |     | J19 | J18 | 0-1 | J05 | J27 | J34 |
| OGC Nice                                                   | J15 | J02 | J20  | J29 | J32 | J10  | J23 | J08 | J13 | J34 | J21 | J04 |     | J06 | J27 | J25 | J17 | 0-1 |
| Paris FC                                                   | J19 | J14 | J32  | J27 | J22 | J31  | J07 | J10 | J20 | J03 | J29 | J09 | J24 |     | J34 | J12 | J05 | J16 |
| Paris Saint-Germain                                        | J02 | J06 | J33  | J13 | J04 | J18  | J32 | J30 | J21 | J23 | J25 | J26 | J11 | J17 |     | J15 | J08 | J28 |
| Stade rennais                                              | J29 | J08 | J16  | J18 | J06 | J26  | J19 | J04 | 1-0 | J27 | J13 | J31 | J09 | J33 | J22 |     | J11 | J24 |
| RC Strasbourg                                              | J07 | J10 | J14  | J04 | J24 | J12  | J16 | J23 | J06 | J18 | J34 | J02 | J28 | J26 | J20 | J30 |     | J32 |
| Toulouse FC                                                | J13 | J20 | J02  | J11 | J17 | J29  | J27 | J33 | J25 | J08 | J31 | J06 | J18 | J23 | J03 | J10 | J15 |     |
| - Victoire à domicile - Match nul - Victoire à l'extérieur |     |     |      |     |     |      |     |     |     |     |     |     |     |     |     |     |     |     |

#### Barrages de relégation
Le barrage de relégation se déroule sur deux matchs et oppose le seizième de Ligue 1 au vainqueur du match 2 des barrages de Ligue 2 BKT 2025-2026. Le match aller se joue sur le terrain du club de Ligue 2, le retour sur celui du club de Ligue 1. Le vainqueur de ce barrage obtient une place pour le championnat de Ligue 1 2026-2027 tandis que le perdant va en Ligue 2. À l'instar du changement intervenu en coupe d'Europe la règle des buts marqués à l'extérieur n'est plus appliquée. Si les deux équipes ont marqué le même nombre de buts à l’issue du match retour une prolongation est disputée puis les tirs au but en cas de nouvelle égalité.
| Match aller |            | -   |  | Stade du club de Ligue 2    |                             |
| 22 mai 2026 |            | (-) |  | Arbitrage : Arbitre vidéo : | Arbitrage : Arbitre vidéo : |
| 22 mai 2026 | [ Rapport] |     |  | Arbitrage : Arbitre vidéo : | Arbitrage : Arbitre vidéo : |

| Match retour |            | -   |  | Stade du club de Ligue 1    |                             |
| 25 mai 2026  |            | (-) |  | Arbitrage : Arbitre vidéo : | Arbitrage : Arbitre vidéo : |
| 25 mai 2026  | [ Rapport] |     |  | Arbitrage : Arbitre vidéo : | Arbitrage : Arbitre vidéo : |

## Statistiques

### Domicile et extérieur
| Rang | Équipe                 | Pts | J | G | N | P | Bp | Bc | Diff |
| ---- | ---------------------- | --- | - | - | - | - | -- | -- | ---- |
| 1    | AS Monaco              | 3   | 1 | 1 | 0 | 0 | 3  | 1  | +2   |
| 2    | AJ Auxerre             | 3   | 1 | 1 | 0 | 0 | 1  | 0  | +1   |
| 3    | Angers SCO             | 3   | 1 | 1 | 0 | 0 | 1  | 0  | +1   |
| 4    | Stade rennais          | 3   | 1 | 1 | 0 | 0 | 1  | 0  | +1   |
| 5    | Stade brestois 29      | 1   | 1 | 0 | 1 | 0 | 3  | 3  | 0    |
| 6    | FC Lorient             | 0   | 0 | 0 | 0 | 0 | 0  | 0  | 0    |
| 7    | Le Havre AC            | 0   | 0 | 0 | 0 | 0 | 0  | 0  | 0    |
| 8    | LOSC Lille             | 0   | 0 | 0 | 0 | 0 | 0  | 0  | 0    |
| 9    | Olympique lyonnais     | 0   | 0 | 0 | 0 | 0 | 0  | 0  | 0    |
| 10   | Olympique de Marseille | 0   | 0 | 0 | 0 | 0 | 0  | 0  | 0    |
| 11   | Paris FC               | 0   | 0 | 0 | 0 | 0 | 0  | 0  | 0    |
| 12   | Paris Saint-Germain    | 0   | 0 | 0 | 0 | 0 | 0  | 0  | 0    |
| 13   | RC Strasbourg          | 0   | 0 | 0 | 0 | 0 | 0  | 0  | 0    |
| 14   | Toulouse FC            | 0   | 0 | 0 | 0 | 0 | 0  | 0  | 0    |
| 15   | FC Nantes              | 0   | 1 | 0 | 0 | 1 | 0  | 1  | -1   |
| 16   | FC Metz                | 0   | 1 | 0 | 0 | 1 | 0  | 1  | -1   |
| 17   | OGC Nice               | 0   | 1 | 0 | 0 | 1 | 0  | 1  | -1   |
| 18   | RC Lens                | 0   | 1 | 0 | 0 | 1 | 0  | 1  | -1   |

| Rang | Équipe                 | Pts | J | G | N | P | Bp | Bc | Diff |
| ---- | ---------------------- | --- | - | - | - | - | -- | -- | ---- |
| 1    | Paris Saint-Germain    | 3   | 1 | 1 | 0 | 0 | 1  | 0  | +1   |
| 2    | RC Strasbourg          | 3   | 1 | 1 | 0 | 0 | 1  | 0  | +1   |
| 3    | Olympique lyonnais     | 3   | 1 | 1 | 0 | 0 | 1  | 0  | +1   |
| 4    | Toulouse FC            | 3   | 1 | 1 | 0 | 0 | 1  | 0  | +1   |
| 5    | LOSC Lille             | 1   | 1 | 0 | 1 | 0 | 3  | 3  | 0    |
| 6    | AJ Auxerre             | 0   | 0 | 0 | 0 | 0 | 0  | 0  | 0    |
| 7    | Angers SCO             | 0   | 0 | 0 | 0 | 0 | 0  | 0  | 0    |
| 8    | AS Monaco              | 0   | 0 | 0 | 0 | 0 | 0  | 0  | 0    |
| 9    | Stade brestois 29      | 0   | 0 | 0 | 0 | 0 | 0  | 0  | 0    |
| 10   | FC Metz                | 0   | 0 | 0 | 0 | 0 | 0  | 0  | 0    |
| 11   | FC Nantes              | 0   | 0 | 0 | 0 | 0 | 0  | 0  | 0    |
| 12   | OGC Nice               | 0   | 0 | 0 | 0 | 0 | 0  | 0  | 0    |
| 13   | RC Lens                | 0   | 0 | 0 | 0 | 0 | 0  | 0  | 0    |
| 14   | Stade rennais          | 0   | 0 | 0 | 0 | 0 | 0  | 0  | 0    |
| 15   | Paris FC               | 0   | 1 | 0 | 0 | 1 | 0  | 1  | -1   |
| 16   | FC Lorient             | 0   | 1 | 0 | 0 | 1 | 0  | 1  | -1   |
| 17   | Olympique de Marseille | 0   | 1 | 0 | 0 | 1 | 0  | 1  | -1   |
| 18   | Le Havre AC            | 0   | 1 | 0 | 0 | 1 | 1  | 3  | -2   |

### Évolution du classement
Le tableau suivant récapitule le classement au terme de chacune des journées définies par le calendrier officiel, les matchs joués en retard sont pris en compte la journée suivante. Les colonnes « promouvable » et « relégable » comptabilisent les places de montée ou de relégation directes.
| Journées → | 1  | 2 | 3 | 4 | 5 | 6 | 7 | 8 | 9 | 10 | 11 | 12 | 13 | 14 | 15 | 16 | 17 | 18 | 19 | 20 | 21 | 22 | 23 | 24 | 25 | 26 | 27 | 28 | 29 | 30 | 31 | 32 | 33 | 34 | 1er | bar. | rel. |
| Équipe ↓   |    |   |   |   |   |   |   |   |   |    |    |    |    |    |    |    |    |    |    |    |    |    |    |    |    |    |    |    |    |    |    |    |    |    |     |      |      |
| ---------- | -- | - | - | - | - | - | - | - | - | -- | -- | -- | -- | -- | -- | -- | -- | -- | -- | -- | -- | -- | -- | -- | -- | -- | -- | -- | -- | -- | -- | -- | -- | -- | --- | ---- | ---- |
| Angers     | 7  |   |   |   |   |   |   |   |   |    |    |    |    |    |    |    |    |    |    |    |    |    |    |    |    |    |    |    |    |    |    |    |    |    |     |      |      |
| Auxerre    | 6  |   |   |   |   |   |   |   |   |    |    |    |    |    |    |    |    |    |    |    |    |    |    |    |    |    |    |    |    |    |    |    |    |    |     |      |      |
| Brest      | 10 |   |   |   |   |   |   |   |   |    |    |    |    |    |    |    |    |    |    |    |    |    |    |    |    |    |    |    |    |    |    |    |    |    |     |      |      |
| Havre      | 18 |   |   |   |   |   |   |   |   |    |    |    |    |    |    |    |    |    |    |    |    |    |    |    |    |    |    |    |    |    |    |    |    |    |     |      | 1    |
| Lens       | 16 |   |   |   |   |   |   |   |   |    |    |    |    |    |    |    |    |    |    |    |    |    |    |    |    |    |    |    |    |    |    |    |    |    |     | 1    |      |
| Lille      | 9  |   |   |   |   |   |   |   |   |    |    |    |    |    |    |    |    |    |    |    |    |    |    |    |    |    |    |    |    |    |    |    |    |    |     |      |      |
| Lorient    | 13 |   |   |   |   |   |   |   |   |    |    |    |    |    |    |    |    |    |    |    |    |    |    |    |    |    |    |    |    |    |    |    |    |    |     |      |      |
| Lyon       | 4  |   |   |   |   |   |   |   |   |    |    |    |    |    |    |    |    |    |    |    |    |    |    |    |    |    |    |    |    |    |    |    |    |    |     |      |      |
| Marseille  | 17 |   |   |   |   |   |   |   |   |    |    |    |    |    |    |    |    |    |    |    |    |    |    |    |    |    |    |    |    |    |    |    |    |    |     |      | 1    |
| FC Metz    | 14 |   |   |   |   |   |   |   |   |    |    |    |    |    |    |    |    |    |    |    |    |    |    |    |    |    |    |    |    |    |    |    |    |    |     |      |      |
| Monaco     | 1  |   |   |   |   |   |   |   |   |    |    |    |    |    |    |    |    |    |    |    |    |    |    |    |    |    |    |    |    |    |    |    |    |    | 1   |      |      |
| Nantes     | 11 |   |   |   |   |   |   |   |   |    |    |    |    |    |    |    |    |    |    |    |    |    |    |    |    |    |    |    |    |    |    |    |    |    |     |      |      |
| Nice       | 15 |   |   |   |   |   |   |   |   |    |    |    |    |    |    |    |    |    |    |    |    |    |    |    |    |    |    |    |    |    |    |    |    |    |     |      |      |
| Paris FC   | 12 |   |   |   |   |   |   |   |   |    |    |    |    |    |    |    |    |    |    |    |    |    |    |    |    |    |    |    |    |    |    |    |    |    |     |      |      |
| Paris SG   | 2  |   |   |   |   |   |   |   |   |    |    |    |    |    |    |    |    |    |    |    |    |    |    |    |    |    |    |    |    |    |    |    |    |    |     |      |      |
| Rennes     | 8  |   |   |   |   |   |   |   |   |    |    |    |    |    |    |    |    |    |    |    |    |    |    |    |    |    |    |    |    |    |    |    |    |    |     |      |      |
| Strasbourg | 3  |   |   |   |   |   |   |   |   |    |    |    |    |    |    |    |    |    |    |    |    |    |    |    |    |    |    |    |    |    |    |    |    |    |     |      |      |
| Toulouse   | 5  |   |   |   |   |   |   |   |   |    |    |    |    |    |    |    |    |    |    |    |    |    |    |    |    |    |    |    |    |    |    |    |    |    |     |      |      |

En gras et italique, les équipes comptant un match en retard.

#### Résultats par match
| Journée ╱ Équipe | 1 | 2 | 3 | 4 | 5 | 6 | 7 | 8 | 9 | 10 | 11 | 12 | 13 | 14 | 15 | 16 | 17 | 18 | 19 | 20 | 21 | 22 | 23 | 24 | 25 | 26 | 27 | 28 | 29 | 30 | 31 | 32 | 33 | 34 |
| ---------------- | - | - | - | - | - | - | - | - | - | -- | -- | -- | -- | -- | -- | -- | -- | -- | -- | -- | -- | -- | -- | -- | -- | -- | -- | -- | -- | -- | -- | -- | -- | -- |
| Angers           | V |   |   |   |   |   |   |   |   |    |    |    |    |    |    |    |    |    |    |    |    |    |    |    |    |    |    |    |    |    |    |    |    |    |
| Auxerre          | V |   |   |   |   |   |   |   |   |    |    |    |    |    |    |    |    |    |    |    |    |    |    |    |    |    |    |    |    |    |    |    |    |    |
| Brest            | N |   |   |   |   |   |   |   |   |    |    |    |    |    |    |    |    |    |    |    |    |    |    |    |    |    |    |    |    |    |    |    |    |    |
| Havre            | D |   |   |   |   |   |   |   |   |    |    |    |    |    |    |    |    |    |    |    |    |    |    |    |    |    |    |    |    |    |    |    |    |    |
| Lens             | D |   |   |   |   |   |   |   |   |    |    |    |    |    |    |    |    |    |    |    |    |    |    |    |    |    |    |    |    |    |    |    |    |    |
| Lille            | N |   |   |   |   |   |   |   |   |    |    |    |    |    |    |    |    |    |    |    |    |    |    |    |    |    |    |    |    |    |    |    |    |    |
| Lorient          | D |   |   |   |   |   |   |   |   |    |    |    |    |    |    |    |    |    |    |    |    |    |    |    |    |    |    |    |    |    |    |    |    |    |
| Lyon             | V |   |   |   |   |   |   |   |   |    |    |    |    |    |    |    |    |    |    |    |    |    |    |    |    |    |    |    |    |    |    |    |    |    |
| Marseille        | D |   |   |   |   |   |   |   |   |    |    |    |    |    |    |    |    |    |    |    |    |    |    |    |    |    |    |    |    |    |    |    |    |    |
| FC Metz          | D |   |   |   |   |   |   |   |   |    |    |    |    |    |    |    |    |    |    |    |    |    |    |    |    |    |    |    |    |    |    |    |    |    |
| Monaco           | V |   |   |   |   |   |   |   |   |    |    |    |    |    |    |    |    |    |    |    |    |    |    |    |    |    |    |    |    |    |    |    |    |    |
| Nantes           | D |   |   |   |   |   |   |   |   |    |    |    |    |    |    |    |    |    |    |    |    |    |    |    |    |    |    |    |    |    |    |    |    |    |
| Nice             | D |   |   |   |   |   |   |   |   |    |    |    |    |    |    |    |    |    |    |    |    |    |    |    |    |    |    |    |    |    |    |    |    |    |
| Paris FC         | D |   |   |   |   |   |   |   |   |    |    |    |    |    |    |    |    |    |    |    |    |    |    |    |    |    |    |    |    |    |    |    |    |    |
| Paris SG         | V |   |   |   |   |   |   |   |   |    |    |    |    |    |    |    |    |    |    |    |    |    |    |    |    |    |    |    |    |    |    |    |    |    |
| Rennes           | V |   |   |   |   |   |   |   |   |    |    |    |    |    |    |    |    |    |    |    |    |    |    |    |    |    |    |    |    |    |    |    |    |    |
| Strasbourg       | V |   |   |   |   |   |   |   |   |    |    |    |    |    |    |    |    |    |    |    |    |    |    |    |    |    |    |    |    |    |    |    |    |    |
| Toulouse         | V |   |   |   |   |   |   |   |   |    |    |    |    |    |    |    |    |    |    |    |    |    |    |    |    |    |    |    |    |    |    |    |    |    |

#### Séries
Série de victoires :
Série de victoires en début de saison :
Série de matchs sans défaite :
Série de défaites :
Série de défaites en début de saison :
Série de matchs sans victoire :
Série de matchs sans victoire en début de saison :
Série de matchs nuls :
Série de matchs sans encaisser de but :

### Buts marqués par journée
Ce graphique représente le nombre de buts marqués lors de chaque journée.

### Classement des buteurs
|  | Buteur | Club | Buts |
|  | ------ | ---- | ---- |

| Source : |

#### Leader par journée
|   | —— | —— | —— | —— | —— | —— | —— | —— | —— | —— | —— | —— | —— | —— | —— | —— | —— | —— | —— | —— | —— | —— | —— | —— | —— | —— | —— | —— | —— | —— | —— | —— | —— | —— |  |
|   |    |    |    |    |    |    |    |    |    |    |    |    |    |    |    |    |    |    |    |    |    |    |    |    |    |    |    |    |    |    |    |    |    |    |  |
|   |    |    |    |    |    |    |    |    |    |    |    |    |    |    |    |    |    |    |    |    |    |    |    |    |    |    |    |    |    |    |    |    |    |    |  |
|   |    |    |    |    |    |    |    |    |    |    |    |    |    |    |    |    |    |    |    |    |    |    |    |    |    |    |    |    |    |    |    |    |    |    |  |
| 1 | 2  | 3  | 4  | 5  | 6  | 7  | 8  | 9  | 10 | 11 | 12 | 13 | 14 | 15 | 16 | 17 | 18 | 19 | 20 | 21 | 22 | 23 | 24 | 25 | 26 | 27 | 28 | 29 | 30 | 31 | 32 | 33 | 34 |    |  |

### Classement des passeurs
|  | Joueur | Club | Passes |
|  | ------ | ---- | ------ |

| Source : |

#### Leader par journée
|   | —— | —— | —— | —— | —— | —— | —— | —— | —— | —— | —— | —— | —— | —— | —— | —— | —— | —— | —— | —— | —— | —— | —— | —— | —— | —— | —— | —— | —— | —— | —— | —— | —— | —— |  |
|   |    |    |    |    |    |    |    |    |    |    |    |    |    |    |    |    |    |    |    |    |    |    |    |    |    |    |    |    |    |    |    |    |    |    |  |
|   |    |    |    |    |    |    |    |    |    |    |    |    |    |    |    |    |    |    |    |    |    |    |    |    |    |    |    |    |    |    |    |    |    |    |  |
|   |    |    |    |    |    |    |    |    |    |    |    |    |    |    |    |    |    |    |    |    |    |    |    |    |    |    |    |    |    |    |    |    |    |    |  |
| 1 | 2  | 3  | 4  | 5  | 6  | 7  | 8  | 9  | 10 | 11 | 12 | 13 | 14 | 15 | 16 | 17 | 18 | 19 | 20 | 21 | 22 | 23 | 24 | 25 | 26 | 27 | 28 | 29 | 30 | 31 | 32 | 33 | 34 |    |  |

### Afflucence

#### Meilleures afflucences de la saison
| Rang | Match | Journée | Date | Affluence |
| ---- | ----- | ------- | ---- | --------- |
|      |       |         |      |           |
|      |       |         |      |           |
|      |       |         |      |           |

#### Affluences par journée
Ce graphique représente le nombre de spectateurs présents dans les stades lors de chaque journée

## Trophées UNFP
Chaque début de mois, les internautes votent pour élire le trophée UNFP du joueur du mois de Ligue 1.
| Mois      | Premier | Premier | Autres nommés | Autres nommés | Réf. |
| Mois      | Joueur  | Club    | Joueurs       | Clubs         | Réf. |
| --------- | ------- | ------- | ------------- | ------------- | ---- |
| Août      |         |         |               |               |      |
|           |         |         |               |               |      |
| Septembre |         |         |               |               |      |
|           |         |         |               |               |      |
| Octobre   |         |         |               |               |      |
|           |         |         |               |               |      |
| Novembre  |         |         |               |               |      |
|           |         |         |               |               |      |
| Décembre  |         |         |               |               |      |
|           |         |         |               |               |      |
| Janvier   |         |         |               |               |      |
|           |         |         |               |               |      |
| Février   |         |         |               |               |      |
|           |         |         |               |               |      |
| Mars      |         |         |               |               |      |
|           |         |         |               |               |      |
| Avril     |         |         |               |               |      |
|           |         |         |               |               |      |

Au mois de mai, lors des trophée UNFP du football 2025, sont élus le meilleur joueur, gardien, espoir, entraîneur, le plus beau but et l'équipe type de la saison.
| Meilleur joueur | Meilleur gardien | Meilleur espoir | Meilleur entraîneur | Plus beau but |
| --------------- | ---------------- | --------------- | ------------------- | ------------- |
|                 |                  |                 |                     |               |

| Gardien de but | Défenseurs | Milieux de terrain | Attaquants |
| -------------- | ---------- | ------------------ | ---------- |
|                |            |                    |            |

## Parcours en coupes d'Europe
Le parcours des clubs français en coupes d'Europe est important puisqu'il détermine le coefficient UEFA, et donc le nombre de clubs français présents en coupes d'Europe les années suivantes.
| Club                   | Compétition         | Résultat                  | Ultime(s) adversaire(s)       |
| ---------------------- | ------------------- | ------------------------- | ----------------------------- |
| Paris Saint-Germain    | Supercoupe d'Europe | Vainqueur                 | Tottenham Hotspur             |
| Paris Saint-Germain    | Ligue des champions | Phase de ligue            | Équipes encore en compétition |
| Olympique de Marseille | Ligue des champions | Phase de ligue            | Équipes encore en compétition |
| AS Monaco              | Ligue des champions | Phase de ligue            | Équipes encore en compétition |
| OGC Nice               | Ligue des champions | 3e tour de qualification  | Benfica Lisbonne              |
| LOSC Lille             | Ligue Europa        | Phase de ligue            | Équipes encore en compétition |
| Olympique lyonnais     | Ligue Europa        | Phase de ligue            | Équipes encore en compétition |
| OGC Nice               | Ligue Europa        | Phase de ligue            | Équipes encore en compétition |
| RC Strasbourg          | Ligue Conférence    | Barrages de qualification | Équipes encore en compétition |

## Parcours en compétition internationale
Pour la première fois de l'histoire, un club français participe à la Coupe intercontinentale de la FIFA.
| Club                | Compétition             | Résultat | Ultime(s) adversaire(s) |
| ------------------- | ----------------------- | -------- | ----------------------- |
| Paris Saint-Germain | Coupe intercontinentale | Finale   |                         |

## Bilan de la saison
Les données ci-dessous sont vouées à évoluer au fur et à mesure du déroulement de la saison.
- Champion d'automne :
- Champion :
- Meilleure attaque :
- Meilleure défense :
- Plus mauvaise attaque :
- Plus mauvaise défense :
- Premier but de la saison :
  -  Ludovic Blas   90+1e pour le Stade rennais contre l'Olympique de Marseille (1 - 0), le 15 août 2025 (1re journée).
- Premier doublé de la saison :
  -  Kamory Doumbia   34e   51e  pour le Stade Brestois 29 contre le LOSC Lille (3 - 3), le 17 août 2025 (1re journée).
- Premier triplé de la saison :
- Dernier but de la saison :
- Dernier doublé de la saison :
- Dernier triplé de la saison :
- Premier but contre son camp : 
  -  Gautier Lloris   32e (csc) du Havre AC en faveur de l'AS Monaco (3 - 1), le 16 août 2025 (1re journée).
- Dernier but contre son camp :
- Premier penalty réussi :
- Premier penalty arrêté :
- Dernier penalty :
- Premier but sur coup franc indirect :
- Premier but sur coup franc direct :
- Dernier but sur coup franc :
- But le plus rapide d'une rencontre : 9 minutes
  -  Estéban Lepaul   9e pour le Angers SCO contre le Paris FC (1 - 0), le 17 août 2025 (1re journée).
- But le plus tardif en seconde mi-temps :
- Plus grand nombre de buts dans une rencontre :
- Plus large victoire à domicile :
- Plus large victoire à l'extérieur :
- Plus grand nombre de buts en une mi-temps :
  - en 1re mi-temps :
  - en 2e mi-temps :
- Premier carton jaune :
  -  Adrien Rabiot  26e pour l'Olympique de Marseille contre le Stade rennais (1 - 0), le 15 août 2025 (1re journée).
- Premier carton rouge : 
  -  Abdelhamid Aït Boudlal   31e pour le Stade rennais contre l'Olympique de Marseille (1 - 0), le 15 août 2025 (1re journée).
- Carton jaune le plus rapide : 
  -  Lohann Doucet  10e pour le Paris FC contre le Angers SCO (1 - 0), le 17 août 2025 (1re journée).
- Carton rouge le plus rapide : 
  -  Abdelhamid Aït Boudlal   31e pour le Stade rennais contre l'Olympique de Marseille (1 - 0), le 15 août 2025 (1re journée).
- Plus jeune buteur de la saison :
  -  Ngal'ayel Mukau (20 ans, 09 mois et 14 jours) pour le LOSC Lille contre le Stade brestois 29 (3 - 3), le 17 août 2025 (1re journée).
- Plus vieux buteur de la saison :
  -  Olivier Giroud (38 ans, 10 mois et 18 jours) pour le LOSC Lille contre le Stade brestois 29 (3 - 3), le 17 août 2025 (1re journée).
- Journée de championnat la plus riche en buts :
- Journée de championnat la plus pauvre en buts :
- Nombre de buts inscrits durant la saison :
- Nombre de  durant la saison :
- Nombre de  durant la saison :
- Plus grand nombre de spectateurs dans une rencontre :
- Plus petit nombre de spectateurs dans une rencontre :

| Championnat de France de football 2025-2026 |
| Champion                                    |
| Coupes et trophées                          |
| Vainqueur du Trophée des champions 2025     |
| Qualifications continentales                |
| Ligue des champions 2026-2027               |
| Ligue Europa 2026-2027                      |
| Ligue Conférence 2026-2027                  |
| Promotions et relégations                   |
| Promus en Ligue 1 McDonald's                |
| Relégués en Ligue 2 BKT                     |